# SN 1987M
SN 1987M – supernowa typu Ic odkryta 21 września 1987 roku w galaktyce NGC 2715. W momencie odkrycia miała maksymalną jasność 15,30m.